# سامسونگ گلکسی فیت
سامسونگ گالکسی فیت یکی از مدل‌های گالکسی است که مانند گوشی‌های هم‌خانواده خود از آندروید به عنوان سیستم‌عامل خود استفاده می‌کند. گالکسی فیت دارای دوربینی ۵ مگاپیکسلی است. گالکسی فیت دارای صفحه لمسی حرارتی می‌باشد. صفحه نمایش ۳.۳ اینچی دارد.
در کنگره جهانی موبایل در سال ۲۰۱۱ به عنوان یکی از چهار گوشی نستبتا ارزان سامسونگ بهمراه گالکسی ایس، گالکسی جیو، گالکسی مینی معرفی شد. 

## مشخصات فنی
- صفحه نمایش چندلمسی
- پشتیبانی از تری‌جی
- سیستم عامل آندروید
- دوربین ۵ مگاپیکسلی
- بلوتوث و وای‌فای
- جی پی اس
- فوکوس اتوماتیک
- ۱۶۰ مگابایت حافظه داخلی
- صفحه نمایش TFT لمسی ۳٫۳ اینچ با تفکیک ۱۶ میلیون رنگ

مسیریاب جی‌پی‌اس، ثبت موقعیت جغرافیایی به همراه تصویر
- فناوری صوتی DNSe

## مزایا
پردازنده ۶۰۰ مگاهرتز
- دوربین ۵ مگاپیکسل

داشتن قابلیت مولتی تاچ

## معایب
- نداشتن فلاش برای دوربین

زوم کردن فقط به فاصله ی 3 یا2 سانتی متر
CPUبا قدرت 600 مگا هرتز(نخوندن برنامه های باکیفیت خیلی بالا)